# Mleczara
Mleczara (Calotropis R. Br.) – rodzaj roślin z rodziny toinowatych, liczący 2 gatunki. W stanie dzikim występuje w gorących i ciepłych obszarach Azji i Afryki.

## Charakterystyka
Byliny lub półkrzewy, o wysokości do 4 m.

## Systematyka
Pozycja systematyczna według APweb (aktualizowany system APG III z 2009)
Należy do podrodziny Asclepiadoideae Burnett, rodziny toinowatych (Apocynaceae ), która jest jednym z kladów w obrębie rzędu goryczkowców (Gentianales) z grupy astrowych spośród roślin okrytonasiennych
Pozycja w systemie Reveala (1993-1999)
Gromada okrytonasienne (Magnoliophyta Cronquist), podgromada Magnoliophytina Frohne & U. Jensen ex Reveal, klasa Rosopsida Batsch, podklasa jasnotowe (Lamiidae Takht. ex Reveal), nadrząd  Gentiananae  Thorne ex Reveal, rząd toinowce (Apocynales Bromhead), rodzina toinowate (Apocynaceae Juss.), rodzaj  mleczara (Calotropis R.Br.).
Gatunki
- mleczara olbrzymia (Calotropis gigantea (L.) Ait. f.)
- mleczara wyniosła (Calotropis procera (Ait.) Ait. f.)

## Zastosowanie
- Z łodyg otrzymuje się doskonałej jakości, długie – do 40 cm – włókno łykowe nazywane mudar.
- Oprócz tego otrzymuje się sok mleczny o właściwościach gutaperki, a także jedwabisty, niezamakający puch kielichowy wytwarzany przez nasiona, tzw. kapok.